# 姜德生
姜德生（1949年3月25日—），湖北武汉人，光纤传感技术专家，中国工程院院士，武汉理工大学首席教授。

## 履历[1]
- 1975年，于武汉工业大学毕业。
- 1985年，赴法国昂热大学研修非线性光学。
- 2007年，当选中国工程院院士。